# Festa dell'Immacolata Concezione
La Festa dell'Immacolata Concezione celebra la vita senza peccati e l'Immacolata Concezione della Beata Vergine Maria l'8 dicembre, nove mesi prima della festa che celebra la Natività della Beata Vergine Maria. Si tratta di una delle più importanti feste mariane del calendario liturgico della Chiesa cattolica, celebrata in varie parti del mondo.
Per decreto pontificio, si tratta del giorno della festa patronale di Argentina, Brasile, Cile, Italia, Corea del Sud, Nicaragua, Paraguay, Filippine, Spagna, Stati Uniti e Uruguay. Per decreto reale, esso è designato come il giorno per onorare la patrona del Portogallo. Viene celebrato dalla Chiesa cattolica e da alcune Chiese protestanti.
Dal 1953, il papa visita la Colonna dell'Immacolata in Roma, a Piazza di Spagna, per offrire preghiere espiatorie che commemorano il solenne evento.
La festa fu solennizzata per la prima volta come Festa di precetto il 6 dicembre 1708 in base alla Bolla papale Commissi Nobis Divinitus da papa Clemente XI ed è spesso celebrata con una Messa, parate, fuochi artificiali, processioni, distribuzione di cibo e festeggiamenti culturali in onore della Beata Vergine Maria ed è in generale considerata una Giornata della famiglia, specialmente in molti pii paesi cattolici.

## Storia
La Chiesa ortodossa dapprima celebrava una "Festa della Concezione della Santissima e Purissima Madre di Dio" il 9 dicembre, forse fin dal 5º secolo in Siria. Il titolo originale della festa si focalizzava più specificatamente su Sant'Anna, definita Sylepsis tes hagias kai theoprometoros Annas ("concezione di Sant'Anna, l'antenata di Dio"). Nel 7º secolo, la festa era già ampiamente nota in Oriente. Comunque, quando la Chiesa Orientale chiamò Maria Achrantos ("immacolata") — questa non era ancora la dottrina definitiva.
La maggioranza dei cristiani ortodossi non accetta la definizione scolastica della preservazione di Maria dal peccato originale prima della sua nascita come successivamente definito nella Chiesa occidentale dopo il  Grande Scisma del 1054. Dopo che la festa fu trasferita anche alla Chiesa Occidentale nell'8º secolo, cominciò a essere celebrata l'8 dicembre. Essa si diffuse dall'area bizantina dell'Italia meridionale alla Normandia durante il periodo di dominio normanno sull'Italia meridionale. Di là si diffuse in Inghilterra, Francia, Germania ed infine a Roma.
Nel 1568, papa Pio V rivide il Breviario romano e benché ai francescani fosse consentito mantenere l'Ufficio e la Messa scritti da Bernardino de' Bustis, quest'ufficio fu soppresso per il resto della Chiesa e nell'ufficio della Natività della Beata Vergine la parola "Concezione" sostituì quella di "Natività".
Secondo la bolla pontificia Commissi Nobis Divinitus, datata 6 dicembre 1708, Papa Clemente XI approvò la festività come festa di precetto da celebrarsi da allora in avanti. Inoltre il pontefice richiese che la bolla pontificia fosse "notarizzata" nella Santa Sede per poi essere copiata e riprodotta per la sua diffusione.
Prima della definizione di Immacolata Concezione come un dogma della Chiesa Cattolica da parte di Papa Pio IX nel 1854, la maggior parte dei messali vi si riferivano come la "Festa della Concezione della Beata Vergine Maria". I testi festivi di quel periodo erano focalizzati più sull'azione del Suo concepimento che sulla questione teologica della Sua preservazione dal peccato originale. Un messale pubblicato in Inghilterra nel 1806 indica che la stessa colletta per la festa della Natività della Beata Vergine Maria era usata per questa festa.
La prima iniziativa verso la descrizione della Concezione di Maria come "immacolata" ebbe luogo nell'11º secolo. Nel 15º secolo, Papa Sisto IV, promuovendo la festa, tollerò esplicitamente sia i punti di vista di coloro che sostenevano l'appellativo di Immacolata Concezione, che quelli di chi lo contestava, una posizione che più tardi fu approvata dal Concilio di Trento.
Il Proprio  per la festa della Concezione della Beata Vergine Maria nel medievale Sarum si riferisce meramente al fatto della Sua concezione.
La colletta per festa recita:
O Dio, ascolta misericordiosamente la supplica dei tuoi servi che sono raccolti insieme in occasione della Concezione della Vergine Madre di Dio, possa la Sua intercessione presso di Te liberarci dai pericoli che incombono su di noi.

## Chiesa cattolica

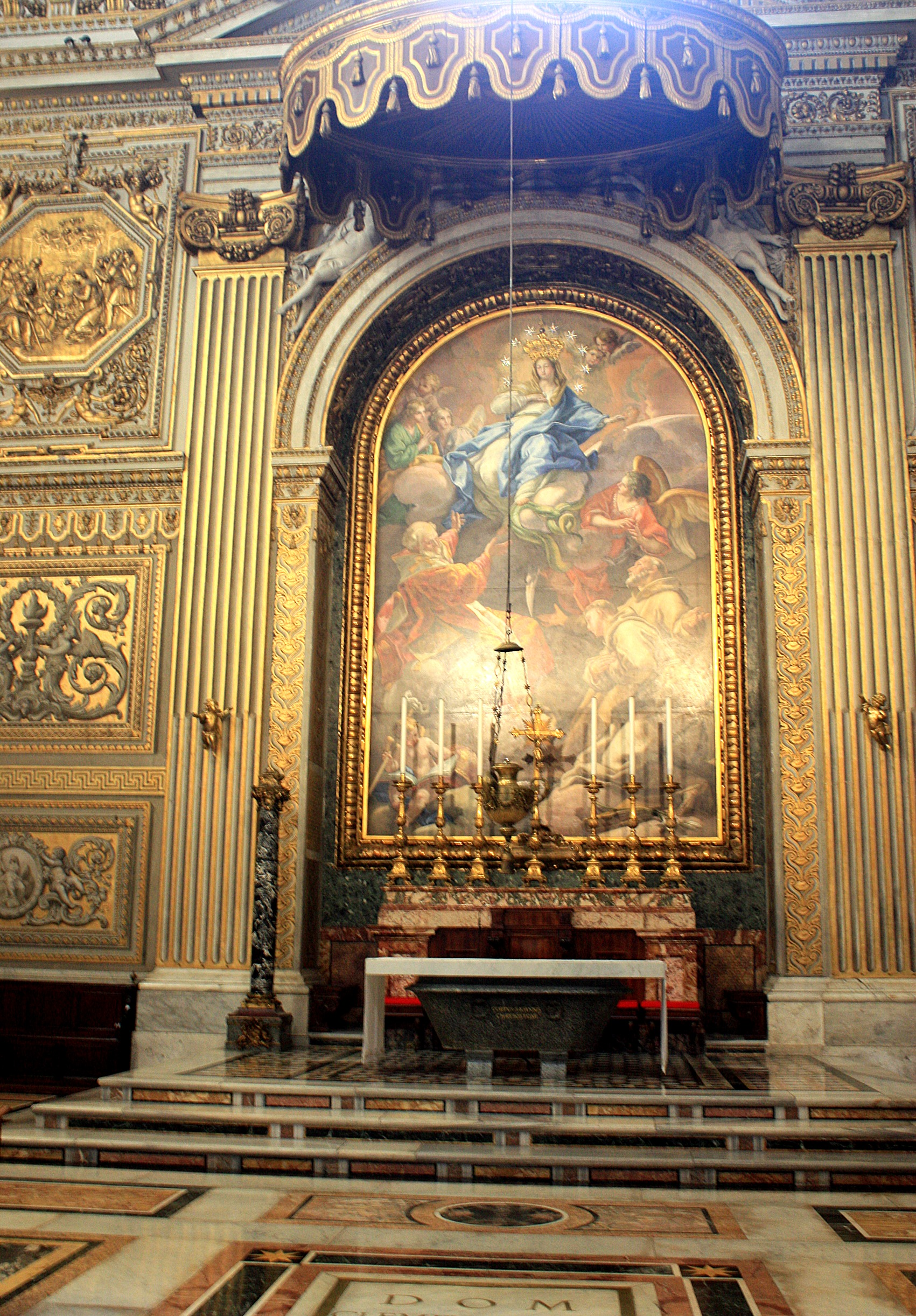
Una notevole immagine dell'Immacolata Concezione venerata nella Basilica di San Pietro. Essa fu incoronata da Papa Pio IX (1854) e da Pio X (1904).

Papa Pio IX l'8 dicembre 1854 emise la Costituzione apostolica Ineffabilis Deus:
Secondo le Norme Universali sull'Anno Liturgico e sul Calendario, la solennità dell'Immacolata Concezione non può rimpiazzare un Sabato di Avvento; se l'8 dicembre cade di sabato, la solennità viene trasferita per quell'anno al lunedì successivo. (In alcuni Paesi, compresi gli Stati Uniti, l'obligo di assistere alla Messa non si trasferisce.) Il Codice delle Rubriche del Breviario e del Messale Romano del 1960, osservato da alcuni in accordo con la Summorum Pontificum, dà alla festa dell'Immacolata Concezione la preferenza anche su un Sabato di Avvento.

## Comunione anglicana
Nella Chiesa anglicana, la "Concezione della Beata Vergine Maria" può essere osservata come una Festa minore l'8 dicembre senza gli attributi religiosi di "senza peccato", "purissima" o "immacolata".
La situazione in altre Chiese costituenti la Comunione Anglicana è simile, i.e., una minore commemorazione.

## Ortodossia orientale
La Chiesa ortodossa orientale celebra la Festa dell'Immacolata Concezione il 7 nehasie (13 agosto). Il capitolo 96 degli stati del Kebra Nagast: "Egli pulì il corpo di Eva e lo santificò e fece per esso una dimora in lei per la salvezza di Adamo. Maria nacque senza peccato, poiché Lui La fece pura, senza contaminazione". La Chiesa ortodossa orientale tuttavia non accetta il dogma cattolico dell'Immacolata Concezione. Quindi essi celebrano il 9 dicembre come festa della Concezione di Sant'Anna della SantissimaTheotokos.
Mentre gli ortodossi credono che la Vergine Maria, fin dalla sua concezione, piena di ogni Grazia dello Spirito Santo, in vista della sua chiamata a essere Madre di Dio, essi non insegnano che Lei sia stata concepita senza peccato originale, in quanto la loro idea e terminologia della dottrina del peccato originale è diversa da quella della Chiesa cattolica. Gli ortodossi, comunque, affermano che Maria è "tutta santa" e che durante tutta la sua vita non ha mai commesso alcun personale peccato.
La festività ortodossa non è esattamente nove mesi prima della festività della Natività della Beata Vergine Maria (8 settembre) come in Occidente, ma un giorno dopo. Questa festa non è elencata tra le Grandi Festività dell'anno ecclesiastico, ma è una festività di rango inferiore (Polyeleos).

## Designazione come festività pubblica

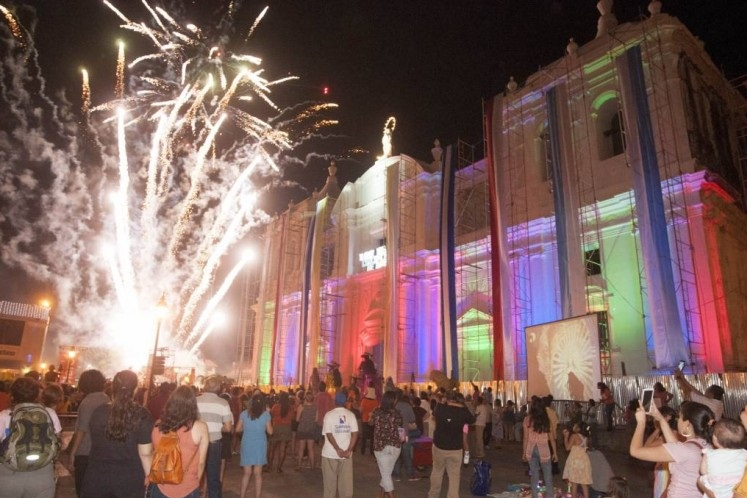
La celebrazione de La Griteria de la Maria Purisima a León nel Nicaragua.

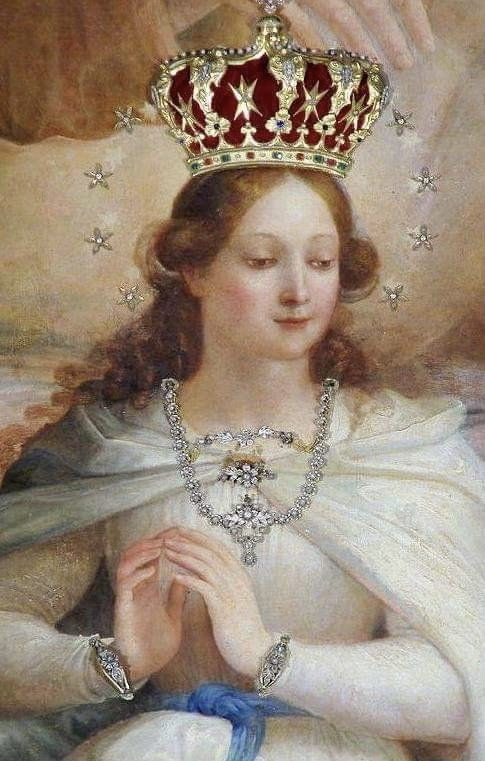
Una venerata immagine mariana dell'Immacolata Concezione, Pontificalmente incoronata con decreto di Papa Pio X il 25 gennaio 1905. Cospicua, Malta.

La solennità è registrata come pubblica festività nei seguenti paesi sovrani e territori: 
- Andorra
- Argentina
- Austria
- Cile
- Colombia — il popolo colombiano cuoce molti cibi e delicatezze in Suo onore questo giorno.
- Guinea Equatoriale
- Guam (USA)
- Italia  —è festa nazionale dal 1953, il Papa, nella sua qualità di Vescovo di Roma visita la Colonna dell'Immacolata in Piazza di Spagna per offrire preghiere espiatorie che commemorano il solenne evento. Il giorno segna l'inizio della stagione natalizia nel Paese.[22]
- Liechtenstein
- Macao — per Ordine esecutivo del Governo No. 60/2000, pubblicato il 29 settembre 2000 e dotato di efficacia legale dal 1º gennaio 2001.[23]
- Malta
- Monaco — è celebrata con cibo da festa, per onorare in particolare madri e nonne.
- Nicaragua – la solennità è celebrata con parate locali e processioni religiose.
- Panama – è celebrata in tutto il paese come Festa della mamma.
- Paraguay
- Peru
- Filippine[24] – il giorno è designato come festività pubblica non—lavorativa in onore della Vergine Maria quale Patrona del Paese ed è stata permanentemente confermata in una legge costituzionale come festività il 28 dicembre 2017 dal Governo delle Filippine.
- Portogallo
- San Marino
- Seychelles
- Spagna — dall'8 novembre 1760, il giorno è considerato pubblica festività come designato da papa Clemente XIII.
- Svizzera — Attualmente 13 cantoni su 26 hanno votato per renderla festività pubblica in accordo con le leggi governative.[25]
- Timor Est
- Città del Vaticano
- Venezuela